# Ergersheim (Bas-Rhin)
Ergersheim település Franciaországban, Bas-Rhin megyében. Lakosainak száma 1467 fő (2022. január 1.). Ergersheim Osthoffen, Dachstein, Dahlenheim, Ernolsheim-Bruche és Wolxheim községekkel határos.

## Népesség
A település népességének változása:
| Lakosok száma | 1265 | 1293 | 1338 | 1358 | 1408 | 1410 | 1443 | 1455 | 1467 |
|               | 2013 | 2015 | 2016 | 2017 | 2018 | 2019 | 2020 | 2021 | 2022 |